# Jogos Asiáticos de Artes Marciais e Recinto Coberto de 2013
A quarta edição dos Jogos Asiáticos Indoor e de Artes Marciais (em coreano:  2013년 실내 무도 아시안 게임), que foi considerada como a Quarta edição dos Jogos Asiáticos Indoor e também chamada de AIGs 4, foi realizada em Incheon, Coreia do Sul,de 29 de junho a 6 de julho.Nos Jogos aconteceram sem nenhum percalço,apesar de serem realizados durante a  Crise Coreana de 2013..Orginalmente,o evento seria realizado em Doha,no Qatar,dois anos antes,em 2011,mas por diversos motivos,a cidade foi forçada a renunciar o evento.Ao enxergar o evento como um evento teste para os Jogos Asiáticos de 2014,a cidade sul-coreana de Incheon apresentou uma candidatura,o que foi confirmado em 2012.

## Locais de Competição
Nove locais de competição foram usados durante os Jogos:
- Samsan World Gymnasium – cerimônias,dança de salão e esportes eletrônicos
- Anyang Hogye Gymnasium – boliche
- Campus da Universidade de Songdo   – futsal;
- Sangnoksu Gymnasium – kabbadi indoor e kurash
- Dowon Aquatics Center – natação em piscina curta
- Songdo Convensia – bilhar e sinuca
- Yonsei International Campus – esportes de tabuleiro
- Dowon Gymnasium – kickboxing e muay thai

## Delegações Participantes
Todos os 45 membros do  Conselho do Olímpico da Ásia foram convidados para enviar suas delegações.Todavia, dois membros da entidade não responderam a esse convite e não enviaram suas delegações:Coreia do Norte e o Timor-Leste. Os atletas da Índia participaram do evento como Atletas Independentes,devido a suspensão da Associação Olímpica Indiana e competiram sob a bandeira olímpica.
| - Afeganistão (21) - Arábia Saudita (21) - Atletas Olímpicos Independentes (56) - Bahrein (13) - Bangladesh (5) - Butão (12) - Brunei (3) - Camboja (2) - Catar (35) - Cazaquistão (51) - China (102) | - Coreia do Sul (121) - Emirados Árabes Unidos (33) - Filipinas (40) - Hong Kong (67) - Iêmen (8) - Indonésia (76) - Irão (82) - Iraque (28) - Japão (83) - Jordânia (9) - Kuwait (40) | - Laos (4) - Líbano (24) - Macau (53) - Malásia (63) - Maldivas (12) - Mongólia (60) - Myanmar (6) - Nepal (7) - Omã (11) - Paquistão (14) - Palestina (20) | - Quirguistão (23) - Singapura (29) - Sri Lanka (6) - Síria (17) - Taipé Chinesa (76) - Tajiquistão (24) - Tailândia (116) - Turquemenistão (50) - Uzbequistão (52) - Vietname (99) |

## Calendário
| A | Cerimônia de Abertura | ● | Competições | 1 | Finais | E | Cerimonia de Encerramento |

| Junho/Julho 2013         | 26 Q | 27 Q | 28 S | 29 S | 30 D | 1 S | 2 T | 3 Q | 4 Q | 5 S | 6 S | Gold medalhas   |
| ------------------------ | ---- | ---- | ---- | ---- | ---- | --- | --- | --- | --- | --- | --- | --------------- |
| Boliche                  |      |      |      |      | 1    | 1   | 1   | 1   | ●   | ●   | 2   | 6               |
| Bilhar                   |      |      |      | ●    | ●    | 2   | 3   | ●   | 2   | 1   | 2   | 10              |
| Dança de Salão           |      |      |      |      |      |     |     |     | 5   | 5   |     | 10              |
| Esportes Eletrônicos     |      |      |      | ●    | ●    | 3   | 3   |     |     |     |     | 6               |
| Futsal                   | ●    | ●    | ●    | ●    | ●    | ●   |     | ●   | ●   | 1   | 1   | 2               |
| Go                       |      |      |      |      | ●    | ●   | 2   | ●   | ●   | 2   |     | 4               |
| Kabaddi                  |      |      |      | ●    | ●    | ●   | ●   | 2   |     |     |     | 2               |
| Kickboxing               |      |      |      |      |      |     |     | ●   | ●   | 2   | 7   | 9               |
| Kurash                   |      |      |      |      |      |     |     |     | 3   | 3   | 2   | 8               |
| Muay Thai                |      |      |      | ●    | ●    | ●   | 9   |     |     |     |     | 9               |
| Natação em Piscina Curta |      |      |      |      | 8    | 7   | 8   | 7   |     |     |     | 30              |
| Xadrez                   |      |      |      |      | ●    | ●   | ●   | 2   | ●   | 1   | 1   | 4               |
| Total gold medals        |      |      |      |      | 9    | 13  | 26  | 12  | 10  | 15  | 15  | 100             |
| Ceremônias               |      |      |      | A    |      |     |     |     |     |     | E   |                 |
| Julho / Julho2013        | 26 Q | 27 Q | 28 S | 29 S | 30 D | 1 S | 2 T | 3 Q | 4 Q | 5 S | 6 s | Finais medalhas |

## Quadro de medalhas
País sede destacado.
| Ordem | País                          | Medalha de ouro | Medalha de prata | Medalha de bronze |     |
| ----- | ----------------------------- | --------------- | ---------------- | ----------------- | --- |
| 1     | China                         | 29              | 13               | 10                | 53  |
| 2     | Coreia do Sul                 | 22              | 26               | 19                | 67  |
| 3     | Vietname                      | 8               | 7                | 12                | 26  |
| 4     | Tailândia                     | 8               | 3                | 11                | 22  |
| 5     | Cazaquistão                   | 7               | 8                | 16                | 31  |
| 6     | Irã                           | 3               | 6                | 2                 | 11  |
| 7     | Taipé Chinesa                 | 3               | 5                | 12                | 20  |
| 8     | Hong Kong                     | 3               | 4                | 10                | 17  |
| 9     | Japão                         | 3               | 4                | 8                 | 15  |
| 10    | Uzbequistão                   | 3               | 4                | 3                 | 10  |
| 11    | Turquemenistão                | 2               | 4                | 1                 | 7   |
| 12    | Predefinição:Country data IOA | 2               | 3                | 5                 | 10  |
| 13    | Singapura                     | 2               |                  | 3                 | 5   |
| 14    | Quirguistão                   | 1               | 2                | 3                 | 6   |
| 15    | Tajiquistão                   | 1               | 2                | 3                 | 6   |
| 16    | Mongólia                      | 1               | 1                | 2                 | 4   |
| 17    | Iraque                        | 1               |                  | 3                 | 4   |
| 18    | Filipinas                     | 1               |                  | 2                 | 3   |
| 19    | Indonésia                     |                 | 2                | 3                 | 5   |
|       | Jordânia                      |                 | 2                | 3                 | 5   |
| 21    | Kuwait                        |                 | 2                |                   | 2   |
| 22    | Singapura                     |                 | 2                | 1                 | 3   |
| 23    | Malásia                       |                 | 1                | 2                 | 3   |
|       | Emirados Árabes Unidos        |                 | 1                | 2                 | 3   |
| 25    | Laos                          |                 | 1                | 2                 | 3   |
| 26    | Afeganistão                   |                 |                  | 3                 | 3   |
|       | Malásia                       |                 | 1                | 2                 | 3   |
| 28    | Myanmar                       |                 |                  | 3                 | 3   |
| 29    | Líbano                        |                 |                  | 2                 | 2   |
| 30    | Palestina                     |                 |                  | 1                 | 3   |
|       | Catar                         |                 |                  | 1                 | 3   |
| TOTAL | TOTAL                         | 100             | 101              | 150               | 351 |